# Discographie de Martin Garrix
La discographie de Martin Garrix se compose de quatre extended play, de soixante-et-onze singles, de dix remixes et de deux edits.
En 2012, Martin Garrix publie son premier single ITSA en collaboration avec Sleazy Stereo. Il se fait connaître l'année suivante grâce au titre Animals.
En 2014, il sort son premier extended play Gold Skies. Cinq singles sont extraits : Animals, Wizard, avec la collaboration de Jay Hardway, Proxy, Tremor, avec la collaboration de Dimitri Vegas & Like Mike, Gold Skies, avec la collaboration de Sander Van Doorn et DVBBS.
En 2015, il sort son second extended play Break Through the Silence, avec la collaboration de Matisse & Sadko. Deux singles sont extraits : Dragon et Break Through the Silence.
En 2016, il sort son troisième extended play Seven. Sept singles sont extraits : Wiee, avec la collaboration de Mesto, Sun Is Never Going Down, en featuring avec Dawn Golden, Spotless, avec la collaboration de Jay Hardway, Hold on & Believe, en featuring avec The Federal Empire, Welcome, avec la collaboration de Julian Jordan, Together, avec la collaboration de Matisse & Sadko et Make Up Your Mind, avec la collaboration de Florian Picasso.
En 2018, il sort son quatrième extended play Bylaw. Cinq singles sont extraits : Breach (Walk Alone), avec la collaboration de Blinders, Yottabyte, Latency, avec la collaboration de Dyro, Waiting for Tomorrow, en featuring avec Pierce Fulton et Mike Shinoda.
Le 29 avril 2022, il sort son 1er album intitulé Sentio.

## Sous Martin Garrix

### DJ Mixes
- 2018 : Martin Garrix Presents STMPD RCRDS
- 2020 : Tomorrowland Around the World 2020: Martin Garrix
- 2021 : Tomorrowland 31.12.2020: Martin Garrix

### Singles
| Single                                                                 | Année | Meilleure positions | Meilleure positions | Meilleure positions | Meilleure positions | Meilleure positions | Meilleure positions | Meilleure positions | Meilleure positions | Meilleure positions | Meilleure positions | Meilleure positions | Certifications | Album                        |
| Single                                                                 | Année | P-B                 | AUS                 | ALL                 | AUT                 | BEL (FL)            | BEL (WAL)           | É-U                 | FRA                 | R-U                 | SUE                 | SUI                 | Certifications | Album                        |
| ---------------------------------------------------------------------- | ----- | ------------------- | ------------------- | ------------------- | ------------------- | ------------------- | ------------------- | ------------------- | ------------------- | ------------------- | ------------------- | ------------------- | --- | ---------------------------- |
| Itsa (avec Sleazy Stereo)                                              | 2012  | —                   | —                   | —                   | —                   | —                   | —                   | —                   | —                   | —                   | —                   | —                   | | Non-album singles            |
| Keygen                                                                 | 2012  | —                   | —                   | —                   | —                   | —                   | —                   | —                   | —                   | —                   | —                   | —                   | | Non-album singles            |
| Registration Code (avec Jay Hardway)                                   | 2012  | —                   | —                   | —                   | —                   | —                   | —                   | —                   | —                   | —                   | —                   | —                   | | Non-album singles            |
| Bfam (avec Julian Jordan)                                              | 2012  | —                   | —                   | —                   | —                   | —                   | —                   | —                   | —                   | —                   | —                   | —                   | | Non-album singles            |
| Torrent (avec Sidney Samson)                                           | 2013  | —                   | —                   | —                   | —                   | —                   | —                   | —                   | —                   | —                   | —                   | —                   | | Non-album singles            |
| Error 404 (avec Jay Hardway)                                           | 2013  | —                   | —                   | —                   | —                   | —                   | —                   | —                   | —                   | —                   | —                   | —                   | | Non-album singles            |
| Just Some Loops (avec TV Noise)                                        | 2013  | —                   | —                   | —                   | —                   | —                   | —                   | —                   | —                   | —                   | —                   | —                   | | Non-album singles            |
| Animals                                                                | 2013  | 3                   | 29                  | 4                   | 6                   | 1                   | 1                   | 21                  | 2                   | 1                   | 4                   | 2                   | - ARIA: Platine - BEA: 2 × Platine - BPI: Platine - BVMI: Platine - FIMI: 2 × Platine - GLF: Platine - MC: 2 × Platine - RIAA: 2 × Platine - RMNZ: Or - PMB: Platine                                                                                  | Gold Skies EP                |
| Wizard (avec Jay Hardway)                                              | 2013  | 16                  | —                   | 30                  | 34                  | 6                   | 8                   | —                   | 31                  | 7                   | 21                  | 29                  | - GLF: Or - BPI: Argent | Gold Skies EP                |
| Helicopter (avec Firebeatz)                                            | 2014  | 59                  | —                   | —                   | —                   | 33                  | 42                  | —                   | 98                  | —                   | —                   | —                   | | Non-album single             |
| Tremor (avec Dimitri Vegas & Like Mike)                                | 2014  | 44                  | —                   | —                   | 55                  | 3                   | 26                  | —                   | 116                 | 30                  | —                   | —                   | | Gold Skies EP                |
| Gold Skies (avec Sander van Doorn & DVBBS featuring Aleesia)           | 2014  | 94                  | —                   | —                   | —                   | —                   | —                   | —                   | 183                 | 49                  | —                   | —                   | | Gold Skies EP                |
| Proxy                                                                  | 2014  | 89                  | —                   | —                   | —                   | —                   | —                   | —                   | —                   | —                   | —                   | —                   | | Gold Skies EP                |
| Turn Up the Speakers (avec Afrojack)                                   | 2014  | 50                  | —                   | —                   | 57                  | 44                  | —                   | —                   | —                   | —                   | —                   | —                   | | Non-album single             |
| Set Me Free (avec Dillon Francis)                                      | 2014  | —                   | —                   | —                   | —                   | —                   | —                   | —                   | —                   | —                   | —                   | —                   | | Money Sucks, Friends Rule    |
| Virus (How About Now) (avec MOTi)                                      | 2014  | 27                  | —                   | 94                  | —                   | 34                  | —                   | —                   | 50                  | —                   | —                   | —                   | | Non-album singles            |
| Forbidden Voices                                                       | 2015  | 29                  | —                   | —                   | —                   | —                   | —                   | —                   | 133                 | —                   | —                   | —                   | | Non-album singles            |
| Don't Look Down (avec Usher)                                           | 2015  | 16                  | —                   | 37                  | 37                  | 26                  | 27                  | —                   | 136                 | 9                   | 59                  | 65                  | - ARIA: Or - BPI: Or - FIMI: Platine - MC: Or - RIAA: Or - PMB: Or - ZPAV: Or | Non-album singles            |
| The Only Way Is Up (avec Tiësto)                                       | 2015  | 74                  | —                   | —                   | —                   | —                   | —                   | —                   | —                   | —                   | 81                  | —                   | | Club life: Vol. 4            |
| Dragon (vs. Matisse & Sadko)                                           | 2015  | —                   | —                   | —                   | —                   | —                   | —                   | —                   | —                   | —                   | —                   | —                   | | Break Through the Silence EP |
| Break Through the Silence (vs. Matisse & Sadko)                        | 2015  | —                   | —                   | —                   | —                   | —                   | —                   | —                   | —                   | —                   | —                   | —                   | | Break Through the Silence EP |
| Poison                                                                 | 2015  | —                   | —                   | —                   | —                   | —                   | —                   | —                   | —                   | —                   | —                   | —                   | | Non-album singles            |
| Bouncybob (featuring Justin Mylo & Mesto)                              | 2015  | —                   | —                   | —                   | —                   | —                   | —                   | —                   | —                   | —                   | —                   | —                   | | Non-album singles            |
| Now That I've Found You (featuring John (Martin) & Michel (Zitron))    | 2016  | 73                  | —                   | —                   | 70                  | —                   | —                   | —                   | 106                 | —                   | —                   | —                   | | Non-album singles            |
| Lions in the Wild (avec Third Party)                                   | 2016  | —                   | —                   | —                   | —                   | —                   | —                   | —                   | 125                 | —                   | —                   | —                   | | Hope                         |
| Oops                                                                   | 2016  | —                   | —                   | —                   | —                   | —                   | —                   | —                   | —                   | —                   | —                   | —                   | | Non-album singles            |
| In the Name of Love (avec Bebe Rexha)                                  | 2016  | 4                   | 8                   | 14                  | 9                   | 13                  | 15                  | 24                  | 26                  | 9                   | 9                   | 10                  | - NVPI: Or - ARIA: 2 × Platine - BEA: Platine - BPI: 2 × Platine - BVMI: Platine - FIMI: 4 × Platine - GLF: 4 × Platine - IFPI AUT: Or - MC: 3 × Platine - RIAA: 3 × Platine - SNEP: Diamant - PMB: 3 × Diamant - IFPI : Diamant                      | Non-album singles            |
| Wiee (avec Mesto)                                                      | 2016  | —                   | —                   | —                   | —                   | —                   | —                   | —                   | —                   | —                   | —                   | —                   | | Seven                        |
| Sun Is Never Going Down (featuring Dawn Golden)                        | 2016  | —                   | —                   | —                   | —                   | —                   | —                   | —                   | —                   | —                   | —                   | —                   | | Seven                        |
| Spotless (avec Jay Hardway)                                            | 2016  | —                   | —                   | —                   | —                   | —                   | —                   | —                   | —                   | —                   | —                   | —                   | | Seven                        |
| Hold On & Believe (featuring The Federal Empire)                       | 2016  | —                   | —                   | —                   | —                   | —                   | —                   | —                   | —                   | —                   | —                   | —                   | | Seven                        |
| Welcome (avec Julian Jordan)                                           | 2016  | —                   | —                   | —                   | —                   | —                   | —                   | —                   | —                   | —                   | —                   | —                   | | Seven                        |
| Together (avec Matisse & Sadko)                                        | 2016  | —                   | —                   | —                   | —                   | —                   | —                   | —                   | —                   | —                   | —                   | —                   | | Seven                        |
| Make Up Your Mind (avec Florian Picasso)                               | 2016  | —                   | —                   | —                   | —                   | —                   | —                   | —                   | —                   | —                   | —                   | —                   | | Seven                        |
| Scared to Be Lonely (avec Dua Lipa)                                    | 2017  | 3                   | 14                  | 9                   | 10                  | 10                  | 26                  | 76                  | 32                  | 14                  | 3                   | 10                  | - NVPI: 3 × Platine - ARIA: 2 × Platine - BEA: Platine - BPI: 2 × Platine - BVMI: Platine - FIMI: 2 × Platine - GLF: 4 × Platine - IFPI SWI: Or - MC: 2 × Platine - RIAA: 2 × Platine - SNEP: Diamant - ZPAV: Platine - PMB: Diamant - IFPI : Diamant | Dua Lipa: Complete Edition   |
| Byte (avec Brooks)                                                     | 2017  | —                   | —                   | —                   | —                   | —                   | —                   | —                   | —                   | —                   | —                   | —                   | | Non-album singles            |
| There For You (avec Troye Sivan)                                       | 2017  | 12                  | 23                  | 31                  | 25                  | 19                  | 15                  | 94                  | 60                  | 40                  | 34                  | 24                  | - ARIA: Platine - BEA: Platine - BPI: Or - BVMI: Or - FIMI: Platine - GLF: Or - MC: Platine - RIAA: Platine - SNEP: Or - PMB: 2 × Platine | Non-album singles            |
| Pizza                                                                  | 2017  | —                   | —                   | —                   | —                   | —                   | —                   | —                   | —                   | —                   | —                   | 85                  | | Non-album singles            |
| Forever (avec Matisse & Sadko)                                         | 2017  | —                   | —                   | —                   | —                   | —                   | —                   | —                   | —                   | —                   | —                   | —                   | | Non-album singles            |
| So Far Away (avec David Guetta featuring Jamie Scott & Romy Dya)       | 2017  | 14                  | —                   | 8                   | 12                  | 39                  | 28                  | —                   | 83                  | 81                  | 30                  | 14                  | - ARIA: Or - BEA: Or - FIMI: Or - IFPI AUT: Or - RIAA: Or - SNEP: Or - PMB: Platine | Non-album singles            |
| Like I Do (avec David Guetta & Brooks)                                 | 2018  | 21                  | —                   | 23                  | 20                  | 42                  | —                   | —                   | 31                  | 29                  | 15                  | 22                  | - BVMI: Or - FIMI: Platine - IFPI AUT: Or - MC: Platine - SNEP: Platine - BPI: Or - RIAA: Or | 7                            |
| Game Over (avec Loopers)                                               | 2018  | —                   | —                   | —                   | —                   | —                   | —                   | —                   | —                   | —                   | —                   | —                   | | Non-album singles            |
| Ocean (featuring Khalid)                                               | 2018  | 16                  | 12                  | 38                  | 23                  | 42                  | 48                  | 78                  | 127                 | 25                  | 11                  | 25                  | - ARIA: 3 × Platine - BPI: Or - IFPI SWI: Platine - FIMI: Or - MC: Platine - RIAA: Platine - PMB: 3 × Platine - SNEP: Or - IFPI : Platine | Non-album singles            |
| High on Life (featuring Bonn)                                          | 2018  | 19                  | —                   | 66                  | 52                  | —                   | —                   | —                   | 131                 | —                   | 29                  | 45                  | - FIMI: Or - MC: Or - ZPAV: Platine - SNEP: Or - PMB: 2 × Platine - BPI : Argent - IFPI : Platine | Non-album singles            |
| Burn Out (avec Justin Mylo featuring Dewain Whitmore)                  | 2018  | 52                  | —                   | 90                  | 55                  | —                   | —                   | —                   | —                   | —                   | 64                  | 67                  | - PMB: Platine - IFPI : Or | Non-album singles            |
| Breach (Walk Alone) (avec Blinders)                                    | 2018  | —                   | —                   | —                   | —                   | —                   | —                   | —                   | —                   | —                   | —                   | —                   | | Bylaw                        |
| Yottabyte                                                              | 2018  | —                   | —                   | —                   | —                   | —                   | —                   | —                   | —                   | —                   | —                   | —                   | | Bylaw                        |
| Latency (avec Dyro)                                                    | 2018  | —                   | —                   | —                   | —                   | —                   | —                   | —                   | —                   | —                   | —                   | —                   | | Bylaw                        |
| Access                                                                 | 2018  | —                   | —                   | —                   | —                   | —                   | —                   | —                   | —                   | —                   | —                   | —                   | | Bylaw                        |
| Waiting for Tomorrow (avec Pierce Fulton featuring Mike Shinoda)       | 2018  | —                   | —                   | —                   | —                   | —                   | —                   | —                   | —                   | —                   | —                   | —                   | - PMB: Platine | Bylaw                        |
| Dreamer (featuring Mike Yung)                                          | 2018  | ―                   | —                   | ―                   | ―                   | ―                   | —                   | ―                   | —                   | ―                   | 73                  | ―                   | - PMB: Or | Non-album singles            |
| Glitch (avec Julian Jordan)                                            | 2018  | —                   | —                   | —                   | —                   | —                   | —                   | —                   | —                   | —                   | —                   | —                   | | Non-album singles            |
| No Sleep (featuring Bonn)                                              | 2019  | 38                  | —                   | 96                  | 61                  | 41                  | —                   | ―                   | —                   | ―                   | 41                  | 58                  | - ZPAV: Or - PMB: Platine | 2019 Remixed                 |
| Mistaken (avec Matisse & Sadko featuring Alex Aris)                    | 2019  | —                   | —                   | —                   | —                   | —                   | —                   | —                   | —                   | —                   | —                   | —                   | | 2019 Remixed                 |
| Summer Days (featuring Macklemore & Patrick Stump)                     | 2019  | 14                  | 47                  | 24                  | 13                  | 19                  | 10                  | 100                 | 26                  | 26                  | 34                  | 22                  | - ARIA: Or - BEA: Or - BPI: Or - FIMI: Or - IFPI AUT: Or - MC: 2 × Platine - RIAA: Platine - SNEP: Diamant - ZPAV: Platine - PMB: 3 × Platine - IFPI : 3 × Platine                                                                                    | 2019 Remixed                 |
| These Are the Times (featuring JRM)                                    | 2019  | ―                   | —                   | ―                   | ―                   | ―                   | —                   | ―                   | ―                   | ―                   | ―                   | ―                   | | 2019 Remixed                 |
| Home (featuring Bonn)                                                  | 2019  | 94                  | —                   | ―                   | ―                   | ―                   | —                   | ―                   | ―                   | ―                   | 61                  | ―                   | - PMB: Or | 2019 Remixed                 |
| Used to Love (avec Dean Lewis)                                         | 2019  | 32                  | 46                  | ―                   | —                   | 25                  | —                   | ―                   | ―                   | ―                   | 40                  | 42                  | - ARIA: Or - PMB: Or | 2019 Remixed                 |
| Hold On (avec Matisse & Sadko featuring Michel Zitron)                 | 2019  | ―                   | —                   | ―                   | ―                   | ―                   | —                   | ―                   | ―                   | ―                   | ―                   | ―                   | | 2019 Remixed                 |
| Drown (featuring Clinton Kane)                                         | 2020  | 36                  | —                   | ―                   | ―                   | ―                   | —                   | ―                   | ―                   | ―                   | 76                  | ―                   | - PMB: Or | Non-album singles            |
| Higher Ground (featuring John Martin)                                  | 2020  | 68                  | —                   | —                   | —                   | —                   | —                   | —                   | ―                   | —                   | 80                  | —                   | - PMB: Or | Non-album singles            |
| Pressure (featuring Tove Lo)                                           | 2021  | 29                  | —                   | —                   | —                   | —                   | —                   | —                   | —                   | —                   | 39                  | 91                  | - PMB: Platine | Non-album singles            |
| We Are the People (featuring Bono & The Edge)                          | 2021  | 15                  | —                   | 15                  | 27                  | 6                   | 5                   | —                   | 89                  | —                   | 47                  | 14                  | - FIMI: Platine - BEA: Or - IFPI AUT: Or - SNEP: Or - PMB: Or | Non-album singles            |
| Love Runs Out (featuring G-Eazy & Sasha Alex Sloan)                    | 2021  | —                   | —                   | 89                  | —                   | —                   | —                   | —                   | —                   | —                   | —                   | 77                  | | Non-album singles            |
| Diamonds (avec Julian Jordan & Tinie Tempah)                           | 2021  | —                   | —                   | —                   | —                   | —                   | —                   | —                   | —                   | —                   | —                   | —                   | | Non-album singles            |
| Won't Let You Go (avec Matisse & Sadko & John Martin)                  | 2021  | —                   | —                   | —                   | —                   | —                   | —                   | —                   | —                   | —                   | —                   | —                   | | Non-album singles            |
| Follow (avec Zedd)                                                     | 2022  | —                   | —                   | —                   | —                   | —                   | —                   | —                   | —                   | —                   | —                   | —                   | | Sentio                       |
| Limitless (avec Mesto)                                                 | 2022  | —                   | —                   | —                   | —                   | —                   | —                   | —                   | —                   | —                   | —                   | —                   | | Sentio                       |
| Reboot (avec Vluarr)                                                   | 2022  | —                   | —                   | —                   | —                   | —                   | —                   | —                   | —                   | —                   | —                   | —                   | | Sentio                       |
| Quantum (avec Brooks)                                                  | 2022  | —                   | —                   | —                   | —                   | —                   | —                   | —                   | —                   | —                   | —                   | —                   | | Sentio                       |
| Good Morning (avec Matisse & Sadko)                                    | 2022  | —                   | —                   | —                   | —                   | —                   | —                   | —                   | —                   | —                   | —                   | —                   | | Sentio                       |
| Starlight (Keep Me Afloat) (avec DubVision featuring Shaun Farrugia)   | 2022  | —                   | —                   | —                   | —                   | —                   | —                   | —                   | —                   | —                   | —                   | —                   | | Sentio                       |
| Funk (avec Julian Jordan)                                              | 2022  | —                   | —                   | —                   | —                   | —                   | —                   | —                   | —                   | —                   | —                   | —                   | | Sentio                       |
| Find You (avec Justin Mylo featuring Dewain Whitmore)                  | 2022  | —                   | —                   | —                   | —                   | —                   | —                   | —                   | —                   | —                   | —                   | —                   | | Sentio                       |
| Aurora (avec Blinders)                                                 | 2022  | —                   | —                   | —                   | —                   | —                   | —                   | —                   | —                   | —                   | —                   | —                   | | Sentio                       |
| Oxygen (avec DubVision featuring Jordan Grace)                         | 2022  | —                   | —                   | —                   | —                   | —                   | —                   | —                   | —                   | —                   | —                   | —                   | | Sentio                       |
| If We'll Ever Be Remembered (avec Shaun Farrugia)                      | 2022  | —                   | —                   | —                   | —                   | —                   | —                   | —                   | —                   | —                   | —                   | —                   | | Sentio                       |
| Loop (avec DallasK et Sasha Alex Sloan)                                | 2022  | —                   | —                   | —                   | —                   | —                   | —                   | —                   | —                   | —                   | —                   | —                   | | Non-album singles            |
| Something (avec Breathe Carolina)                                      | 2022  | —                   | —                   | —                   | —                   | —                   | —                   | —                   | —                   | —                   | —                   | —                   | | Non-album singles            |
| Hero (avec JVKE)                                                       | 2022  | 57                  | —                   | —                   | —                   | —                   | —                   | —                   | —                   | —                   | —                   | —                   | | Non-album singles            |
| Hurricane (avec Sentinel et Bonn)                                      | 2023  | —                   | —                   | —                   | —                   | —                   | —                   | —                   | —                   | —                   | —                   | —                   | | Non-album singles            |
| Real Love (avec Lloyiso)                                               | 2023  | —                   | —                   | —                   | —                   | —                   | —                   | —                   | —                   | —                   | —                   | —                   | | Non-album singles            |
| Carry You (avec Third Party, Oaks et Declan J Donovan)                 | 2024  | —                   | —                   | —                   | —                   | —                   | —                   | —                   | —                   | —                   | —                   | —                   | | IDEM                         |
| Breakaway (avec Mesto, Wilhelm)                                        | 2024  | —                   | —                   | —                   | —                   | —                   | —                   | —                   | —                   | —                   | —                   | —                   | | IDEM                         |
| Biochemical (avec Seth Hills)                                          | 2024  | —                   | —                   | —                   | —                   | —                   | —                   | —                   | —                   | —                   | —                   | —                   | | IDEM                         |
| Empty (avec DubVision feat. Jaimes)                                    | 2024  | —                   | —                   | —                   | —                   | —                   | —                   | —                   | —                   | —                   | —                   | —                   | | IDEM                         |
| Wherever You Are (avec DubVision feat Shaun Farrugia)                  | 2024  | —                   | —                   | —                   | —                   | —                   | —                   | —                   | —                   | —                   | —                   | —                   | | Non-album singles            |
| Smile (avec Carolina Liar)                                             | 2024  | —                   | —                   | —                   | —                   | 45                  | —                   | —                   | —                   | —                   | —                   | —                   | | Non-album singles            |
| Gravity (avec Sem Vox & Jaimes)                                        | 2024  | —                   | —                   | —                   | —                   | —                   | —                   | —                   | —                   | —                   | —                   | —                   | | Non-album singles            |
| Told You So (avec Jex)                                                 | 2024  | 27                  | —                   | —                   | —                   | 13                  | —                   | —                   | —                   | —                   | —                   | —                   | | Non-album singles            |
| Angels For Each Other (avec Arijit Singh)                              | 2025  | —                   | —                   | —                   | —                   | —                   | —                   | —                   | —                   | —                   | —                   | —                   | | Non-album singles            |
| Weightless (avec Arijit Singh)                                         | 2025  | —                   | —                   | —                   | —                   | —                   | —                   | —                   | —                   | —                   | —                   | —                   | | Non-album singles            |
| MAD (avec Lauv)                                                        | 2025  | —                   | —                   | —                   | —                   | 44                  | —                   | —                   | —                   | —                   | —                   | —                   | | Non-album singles            |
| Peace Of Mind (avec Citadelle)                                         | 2025  | —                   | —                   | —                   | —                   | —                   | —                   | —                   | —                   | —                   | —                   | —                   | | Non-album singles            |
| Our Time (avec Afrojack, David Guetta et Amél)                         | 2025  | —                   | —                   | —                   | —                   | 16                  | —                   | —                   | —                   | —                   | —                   | —                   | | Non-album singles            |
| Inside Our Hearts (avec Alesso et Shaun Farrugia)                      | 2025  | —                   | —                   | —                   | —                   | —                   | —                   | —                   | —                   | —                   | —                   | —                   | | Non-album singles            |
| Sleepless Nights (avec Armin van Buuren et Libby Whitehouse)           | 2025  | —                   | —                   | —                   | —                   | —                   | —                   | —                   | —                   | —                   | —                   | —                   | | Non-album singles            |
| « — » signifie que le single ne s'est pas classé ou sorti dans le pays |       |                     |                     |                     |                     |                     |                     |                     |                     |                     |                     |                     | |                              |

### Remixes
- 2011 : Nick Vathorst & Maximo - Intoxicated (Martin Garrix Remix)
- 2012 : Christina Aguilera - Your Body (Martin Garrix Remix)
- 2012 : Roy Gates - Midnight Sun 2.0 (Martin Garrix Remix)
- 2013 : Daddy's Groove - Stellar (Martin Garrix Remix)
- 2013 : Dimitri Vegas & Like Mike vs Sander van Doorn - Project T (Martin Garrix Remix)
- 2013 : Martin Garrix - Animals (Victor Niglio & Martin Garrix Festival Trap Mix)
- 2014 : Bassjackers - Crackin' (Martin Garrix Edit)
- 2014 : DubVision - Backlash (Martin Garrix Edit)
- 2015 : The Weeknd - Can't Feel My Face (Martin Garrix Remix)
- 2018 : Martin Garrix feat. Khalid - Ocean (Martin Garrix & Cesqeaux Remix)
- 2019 : Martin Garrix & Matisse & Sadko - Mistaken (Club Mix)
- 2021 : Martin Garrix feat. Bono & The Edge - We Are the People (Martin Garrix Remix)
- 2023 : 070 Shake - Cocoon (Martin Garrix & Space Ducks Remix)

## Sous d'autres noms

### GRX
- 2013 : Gamer (avec Bassjackers)
- 2013 : Psycho (avec Yellow Claw & Cesqeaux)
- 2013 : Can't You See (avec Shermanology)
- 2017 : Boomerang (avec Brooks)
- 2018 : X's (avec CMC$ featuring Icona Pop)
- 2020 : Restart Your Heart (avec Florian Picasso)
- 2021 : Far Away (avec Florian Picasso)
- 2023 : No More (avec Vluarr, Thomas Nan featuring ZANA)
- 2024 : Empire (avec NUZB)

### AREA21 (avecMaejor)

#### Singles
- 2016 : Spaceships
- 2016 : Girls
- 2017 : We Did It
- 2017 : Glad You Came
- 2018 : Happy
- 2019 : Help
- 2021 : 21
- 2021 : La La La
- 2021 : Pogo
- 2021 : No Angel
- 2021 : Lovin' Every Minute
- 2021 : Mona Lisa
- 2021 : Own the Night
- 2021 : Followers
- 2021 : Humans
- 2021 : All I Need
- 2021 : Time Machine
- 2021 : Going Home

### Ytram
- 2020 : Make You Mine (avec Bleu Clair featuring RA)
- 2020 : Fire (avec Elderbrook)
- 2020 : Alive (avec Citadelle)
- 2024 : The Game (avec LADANZA)

## Productions et compositions
- 2012 : Yes-R - De Wereld Rond (sur l'album Fashion)
- 2015 : Avicii - Waiting for Love (sur l'album Stories)
- 2015 : Matisse & Sadko - Tengu
- 2016 : David Guetta & Glowinthedark - Clap Your Hands (sur l'album Listen Again)
- 2016 : Blackpink - Boombayah
- 2018 : Afrojack -  Another Level (sur l'album Press Play)
- 2019 : Brooks & Jonas Aden - Riot
- 2019 : Matisse & Sadko featuring SMBDY - Fade Away
- 2019 : Everglow - Adios
- 2020 : Blackpink - How You Like That (sur l’album The Album)
- 2020 : Blackpink - Lovesick Girls (sur l’album The Album)
- 2020 : Blackpink - You Never Know (sur l’album The Album)
- 2021 : Rosé - On The Ground
- 2021 : Everglow - First
- 2021 : Everglow - Pirate
- 2021 : U2 - Your Song Saved My Life (sur l'album Sing 2 Soundtrack)
- 2022 : Julian Lennon - Lucky Ones (sur l'album Jude)